# Гракко Де Нардо
Гракко Де Нардо (італ. Gracco De Nardo, * 24 вересня 1893, Терні — † 22 квітня 1984, П'єдімонте-Сан-Джермано) — італійський футболіст, захисник. По завершенні ігрової кар'єри — футбольний тренер.
Як гравець насамперед відомий виступами за клуб «Дженоа», а також національну збірну Італії.

## Клубна кар'єра
У дорослому футболі дебютував 1914 року виступами за команду клубу «Дженоа», в якій провів два сезони.
Протягом 1919—1922 років захищав кольори команди клубу «СПЕС Іммаколата», після чого ще на один сезон повернувся до «Дженоа».
Завершив професійну ігрову кар'єру у клубі «Самп'єрдаренезе», за команду якого виступав протягом 1923—1924 років.

## Виступи за збірну
1920 року дебютував в офіційних матчах у складі національної збірної Італії. Протягом кар'єри у національній команді, яка тривала усього 2 роки, провів у формі головної команди країни лише 2 матчі.
У складі збірної був учасником футбольного турніру на Олімпійських іграх 1920 року в Антверпені.

## Кар'єра тренера
Розпочав тренерську кар'єру, повернувшись до футболу після невеликої перерви, 1929 року, очоливши тренерський штаб клубу «Ентелла». Досвід тренерської роботи обмежився цим клубом.
| Дата       | Місто     | Господарі | Результат | Гості  | Турнір           | Голи | Примітки |
| ---------- | --------- | --------- | --------- | ------ | ---------------- | ---- | -------- |
| 02/09/1920 | Антверпен | Іспанія   | 2 – 0     | Італія | ОІ 1920          | 0    |          |
| 06/11/1921 | Женева    | Швейцарія | 1 – 1     | Італія | товариський матч | 0    |          |
| Усього     |           | Матчів    | 2         |        | Голів            | 0    |          |